# Holotrichia ungulata
Holotrichia ungulata är en skalbaggsart som beskrevs av Zhang 1965. Holotrichia ungulata ingår i släktet Holotrichia och familjen Melolonthidae. Inga underarter finns listade i Catalogue of Life.